# Brixidia ghesquierei
Brixidia ghesquierei är en insektsart som beskrevs av Synave 1980. Brixidia ghesquierei ingår i släktet Brixidia och familjen kilstritar. Inga underarter finns listade i Catalogue of Life.